# Tmesisternus politus
Tmesisternus politus là một loài bọ cánh cứng trong họ Cerambycidae.